# 2010-es chilei földrengés
A 2010-es chilei földrengés a Bío-Bío régió partját sújtotta Chilében. 2010. február 27-én történt a földrengés, helyi idő szerint 03:34-kor (06:34 UTC). 497 halálesetet jelentettek.

## A rengés mértéke
A földrengés erejét eredetileg 8,3 és 8,5 közé tették, később 8,8 Mw-ra változtatta az Egyesült Államok Földtani Intézete (USGS). Ez volt a legerősebb földrengés az országban a 9.5-ös erősségű 1960-as valdiviai földrengés, világszerte pedig a 2004-es indiai-óceáni cunami óta. 1000-szer erősebb volt, mint a 2010-es haiti földrengés, ami a Richter-skála szerinti 7.3-as erősséggel több mint 200 000 ember halálát okozta. A 2010-es Chile-i földrengésben viszonylag kevesen vesztették életüket. A földrengés érezhető volt Chile fővárosában, Santiagóban, Argentína nyugati városaiban és a Peru déli részén fekvő Ica városának északi részén. 53 országban figyelmeztették cunamiveszélyre a lakosságot. Chile elnöke, Michelle Bachelet katasztrófaállapotot hirdetett és megerősítette a 122 ember halálának hírét. Sokakat eltűntnek nyilvánítottak.
A földrengés epicentruma a Malue régió volt, megközelítőleg 115 kilométerre Chile második legnagyobb városától, Concepcióntól. Az epicentrum mindössze 20 kilométerre volt az 1960-as valdiviai földrengésétől.
Az Associated Press Television News egyik operatőre szerint néhány épület összedőlt, és a város egyes részein áramkimaradás volt. Megrongálódott Santiagóban a nemzetközi repülőtér, a reptéri hatóságok 24 órára beszüntették a légi közlekedést. Tizenkét órával a földrengés után több mint 120 halálesetet jelentettek be, összesen 497 halott hírét erősítették meg. Concepciónban épületek rongálódtak meg és tűzesetet is jelentettek. A Chilei Nemzeti Vészhelyzeti Felügyelőség (Oficina Nacional de Emergencia)  a Mercalli-skála szerinti 9-es erősségűre becsülte a rengést a Bío-Bío régióban és 8-asra Santiagóban.

## Cunami és utórezgések
Cunamiveszélyre elsőnek Chilében és Peruban figyelmeztettek. A vészjelzést kiterjesztették az Csendes-óceán partjaira, kivéve az Amerikai Egyesült Államok nyugati partjait, Brit Columbia és Alaszka partvidékét. A hawaii média helyi idő szerint hajnali 6-kor adott cunamivészjelzést. Valparaísónál 2,6 méteres hullámok érték el a partot. Talcahuanónál, a Bío-Bío régióban 2,34 m magas hullámot is mértek.
Egy 6,2-es erősségű utórezgést mértek 20 perccel a földrengés után. Két másik utórezgést is mértek, egy 5,4-es és egy 5,6-os erősségűt. Az Egyesült Államok Földtani Intézet jelentette, hogy nagy, erőteljes utórezgés sorozatra lehet számítani Az Egyezményes koordinált világidő (UTC) szerint 16:00-kor 30 több mint 5,0-ös erősségű utórezgést mértek, ezek közül öt 6,0-os erősségű volt. 6,3-as utórezgések voltak az argentin Saltában 15:45-kor (UTC), mélységük 38,2 kilométeres volt.

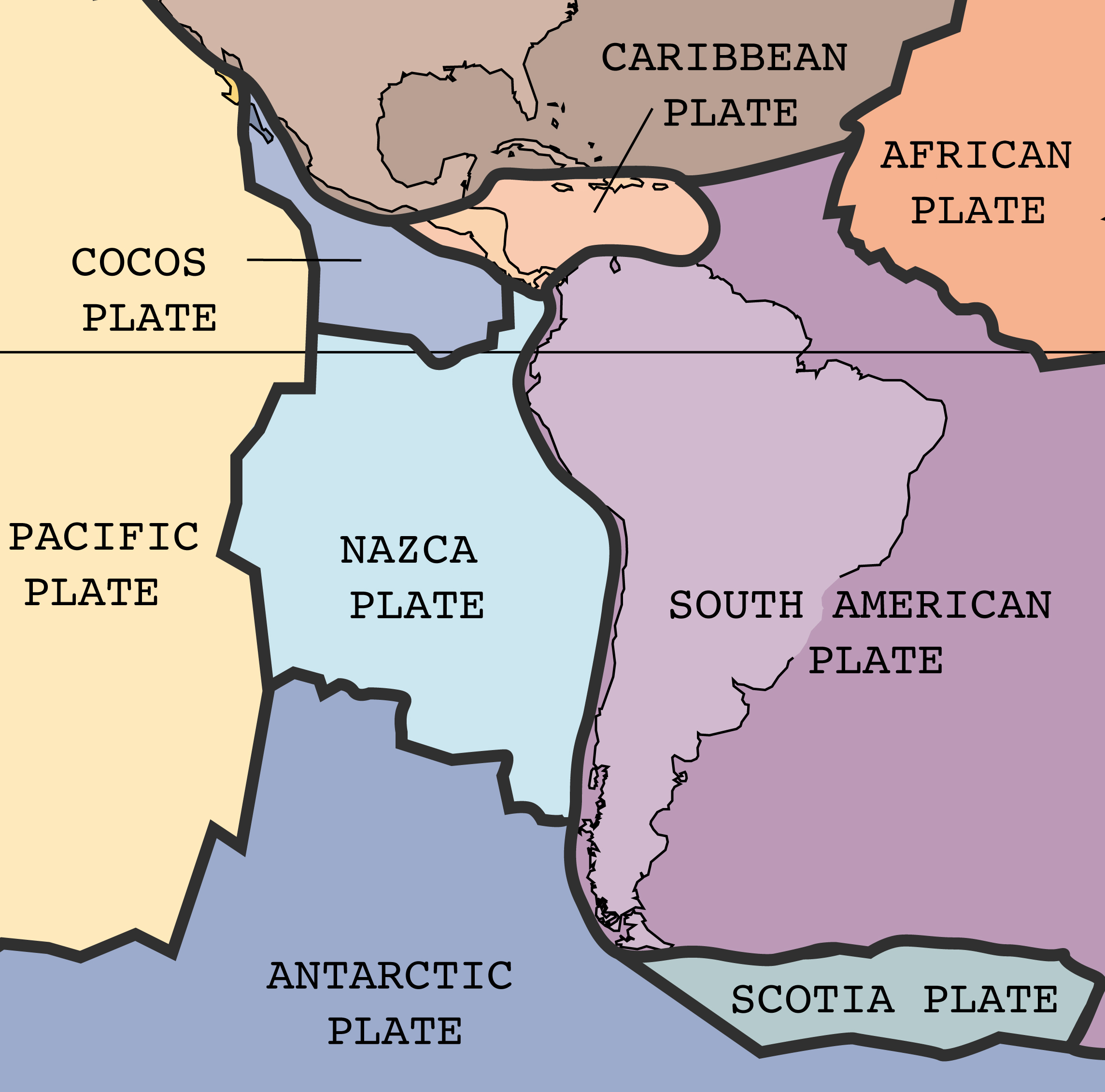
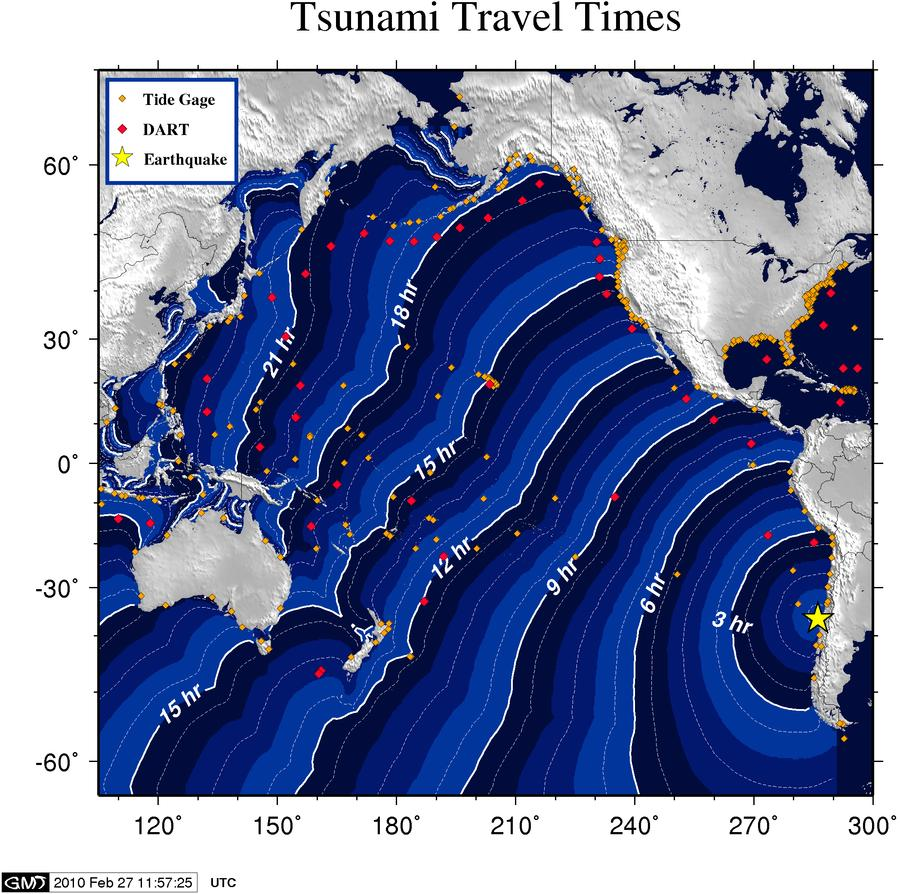
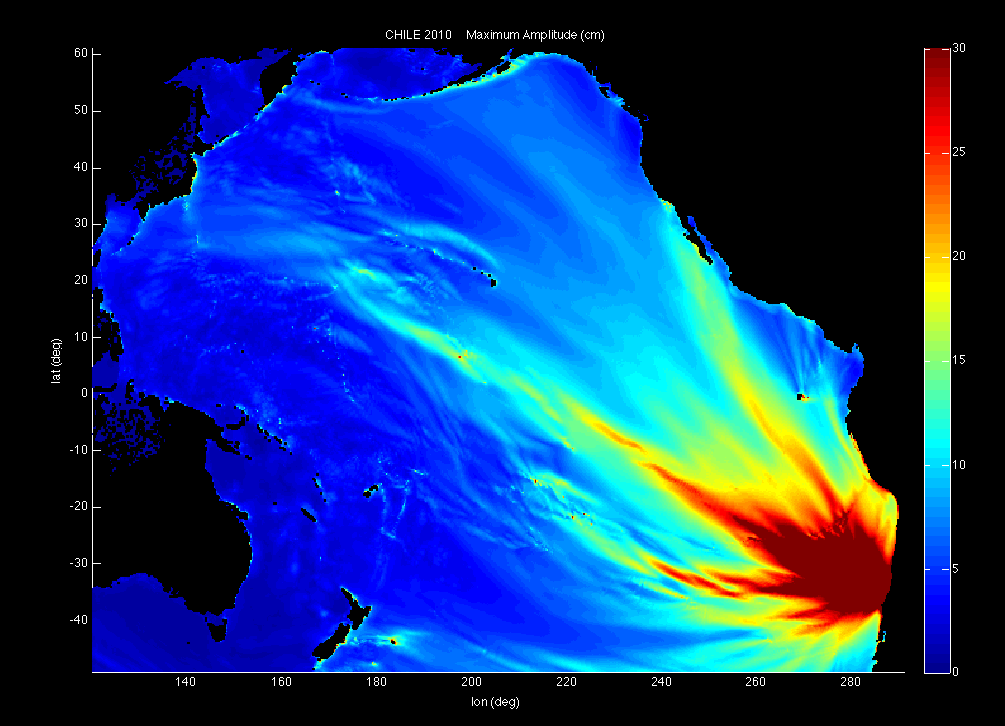

| Állomás                   | Ország/tartomány  | Szélesség | Hosszúság | Idő (UTC) | Magasság (m) |
| ------------------------- | ----------------- | --------- | --------- | --------- | ------------ |
| Minamitorisima            | Japán             | 24,1É     | 153,5K    | 03:43     | 0,1          |
| Sitka, Alaszka            | Egyesült Államok  | 57,1 É    | 135,89K   | 0:11      | 0,08         |
| Nawiliwili, Hawaii        | Egyesült Államok  | 22 É      | 159,4 NY  | 23:23     | 0,37         |
| Honolulu, Hawaii          | Egyesült Államok  | 21,3 É    | 150,4 NY  | 22:00     | 0,25         |
| DART Tonga                |                   | 23 D      | 168,1 NY  | 20:03     | 0,04         |
| Crescent City, Kalifornia | Egyesült Államok  | 41,7 É    | 124,2 NY  | 22:13     | 0,37         |
| Santa Barbara, Kalifornia | Egyesült Államok  | 34,4 É    | 119,7 NY  | 21:50     | 0,53         |
| Pago Pago                 | Amerikai Szamoa   | 14,3 D    | 170,7 NY  | 20:27     | 0,22         |
| Johnston-atoll            | Egyesült Államok  | 16,7 É    | 169,5 NY  | 22:48     | 0,22         |
| Vanuatu                   | Vanuatu           | 17,8 D    | 168,3 K   | 22:46     | 0,15         |
| Barber’s Point, Hawaii    | Hawaii            | 21,3 É    | 158,1 NY  | 21:57     | 0,12         |
| Nukuʻalofa                | Tonga             | 21,1 D    | 175,2 NY  | 20:24     | 0,1          |
| Kawaihae, Hawaii          | Egyesült Államok  | 20 É      | 155,5 NY  | 22:11     | 0,52         |
| Kuamalapau, Hawaii        | Egyesült Államok  | 20,8 É    | 156,9 NY  | 21:36     | 0,18         |
| Kahului, Hawaii           | Egyesült Államok  | 20,9 É    | 156,5 NY  | 21:47     | 0,98         |
| Monterey, Kalifornia      | Egyesült Államok  | 36,6 É    | 121,9 NY  | 20:31     | 0,28         |
| Hilo, Hawaii              | Egyesült Államok  | 19,7 É    | 154,9 NY  | 21:20     | 0,86         |
| San Francisco, Kalifornia | Egyesült Államok  | 37,8 É    | 122,5 NY  | 21:20     | 0,26         |
| San Diego, Kalifornia     | Egyesült Államok  | 32,7 É    | 117,2 NY  | 20:36     | 0,13         |
| Apia                      | Szamoa            | 13,8 D    | 171,8 NY  | 20:18     | 0,13         |
| Lottin                    | Új-Zéland         | 37,6 D    | 178,2 K   | 19:34     | 0,15         |
| Rarotonga                 | Cook-szigetek     | 21,2 D    | 159,8 NY  | 19:07     | 0,15         |
| Papeete                   | Francia Polinézia | 17,5 É    | 149,6 NY  | 18:10     | 0,16         |
| Nuku Hiva                 | Francia Polinézia | 8,9 D     | 140,1 NY  | 17:45     | 0,95         |
| Cabo San Lucas            | Mexikó            | 22,9 É    | 109,9 NY  | 18:33     | 0,36         |
| Hiva Oa                   | Francia Polinézia | 9,8 É     | 139,0 NY  | 17:41     | 1,79         |
| Manzanillo,               | Mexikó            | 19,1 É    | 104,3 NY  | 17:05     | 0,32         |
| DART Manzanillo           | Mexikó            | 16,0 É    | 107 NY    | 16:11     | 0,07         |
| Rikitea                   | Francia Polinézia | 23,1 D    | 134,9 NY  | 15:59     | 0,15         |
| Acapulco                  | Mexikó            | 16,8 É    | 99,9 NY   | 19:31     | 0,62         |
| DART Marquesas-szigetek   | Mexikó            | 8,5 D     | 125 NY    | 15:31     | 0,18         |
| Quepos                    | Costa Rica        |           |           | 14:16     | 0,24         |
| Galápagos-szigetek        | Ecuador           | 0,4 D     | 90,3 NY   | 14:52     | 0,35         |
| Húsvét-sziget             | Chile             | 27,2 D    | 109,5 NY  | 12:05     | 0,35         |
| Callao                    | Peru              | 12,1 D    | 77,2 NY   | 10:29     | 0,36         |
| Arica                     | Chile             | 18,5 D    | 70,3 NY   | 10:08     | 0,94         |
| Antofagasta               | Chile             | 23,2 D    | 70,4 NY   | 09:41     | 0,49         |
| DART, Lima                | Peru              | 18 D      | 86,4 NY   | 09:41     | 0,24         |
| Iquique                   | Chile             | 20,2 D    | 70,1 NY   | 09:07     | 0,28         |
| Coquimbo                  | Chile             | 30 D      | 71,3 NY   | 08:52     | 1,32         |
| Ancud                     | Chile             | 41,9 D    | 73,8 NY   | 08:38     | 0,62         |
| Kaldera                   | Chile             | 27,1 D    | 70,8 NY   | 08:34     | 0,45         |
| San Felix                 | Chile             | 26,3 D    | 80,1 NY   | 08:15     | 0,53         |
| Corral                    | Chile             | 39,9 S    | 73,4 W    | 07:39     | 0,90         |
| Valparaiso                | Chile             | 33 S      | 71,6 W    | 07:08     | 1,29         |
| Talcahuano                | Chile             | 36,7 S    | 73,4 W    | 06:53     | 2,34         |